# Mónika Christodoúlou
Pour les articles homonymes, voir Christodoulou.
Mónika Christodoúlou (grec moderne : Μόνικα Χριστοδούλου ; née le 26 mai 1985 à Athènes), connue sous son nom de scène Mónika, est une chanteuse grecque.
Elle chante et joue du piano, de la guitare, du saxophone, de l’accordéon et de la batterie.

## Carrière musicale

### 1999-2004
En 1999, elle fait ses débuts dans la musique en rejoignant le groupe de rock de son frère, Serpentine, où elle chantait et jouait de la guitare et du saxophone.
Le groupe se sépara en 2004 et Mónika commença dès lors une carrière en solo.

### Depuis 2008
Le premier album de Mónika, Avatar, est sorti en 2008, suivi par son deuxième album, Exit, en 2010. Les deux albums obtinrent la récompense de disque de platine.

Mónika s’est produite lors de concerts à guichets fermés au théâtre antique d’Épidaure, au théâtre Vrachon, au théâtre du Lycabette, ainsi que lors des festivals ARK à Athènes et Thessalonique en 2010 et en tant que tête d'affiche en 2011.

## Discographie

### Albums
- Avatar (2008), Archangel Music
- Exit (2010), Archangel Music
- Secret in the Dark (2014), Archangel Music

### EP
- Primal (2013), Archangel Music

### Singles
- Over the Hill (2008), Archangel Music
- Baby (2009), Archangel Music